# Management znalostí
Management znalostí (angl. knowledge management) jako pojem obsahuje řízení organizace, resp. lidské činnosti obecně, na bázi využití znalostí jako nového produktivního ekonomického zdroje. Je to efektivní propojení těch, kteří vědí, s těmi, kteří vědět potřebují, a to přeměnou osobních (převážně skrytých čili tacitních) znalostí na znalosti organizační (převážně explicitní), neboli formální, a to formou komunikace, zapojení a sdílení.
Je mnoho různých konkretizací téhle základní definice podle toho, v jaké oblasti se management znalostí má uplatnit. Jako zavedený obor se KM vyučuje od roku 1991 a zahrnuje předměty vyučované v oborech podnikové administrativy, informačních systémů, managementu, knihovnictví a informační vědy. K výzkumu KM mohou přispívat i další obory, včetně informací a médií, informatiky, veřejného zdravotnictví a veřejné politiky. Několik univerzit nabízí specializované magisterské studium v oblasti řízení znalostí.

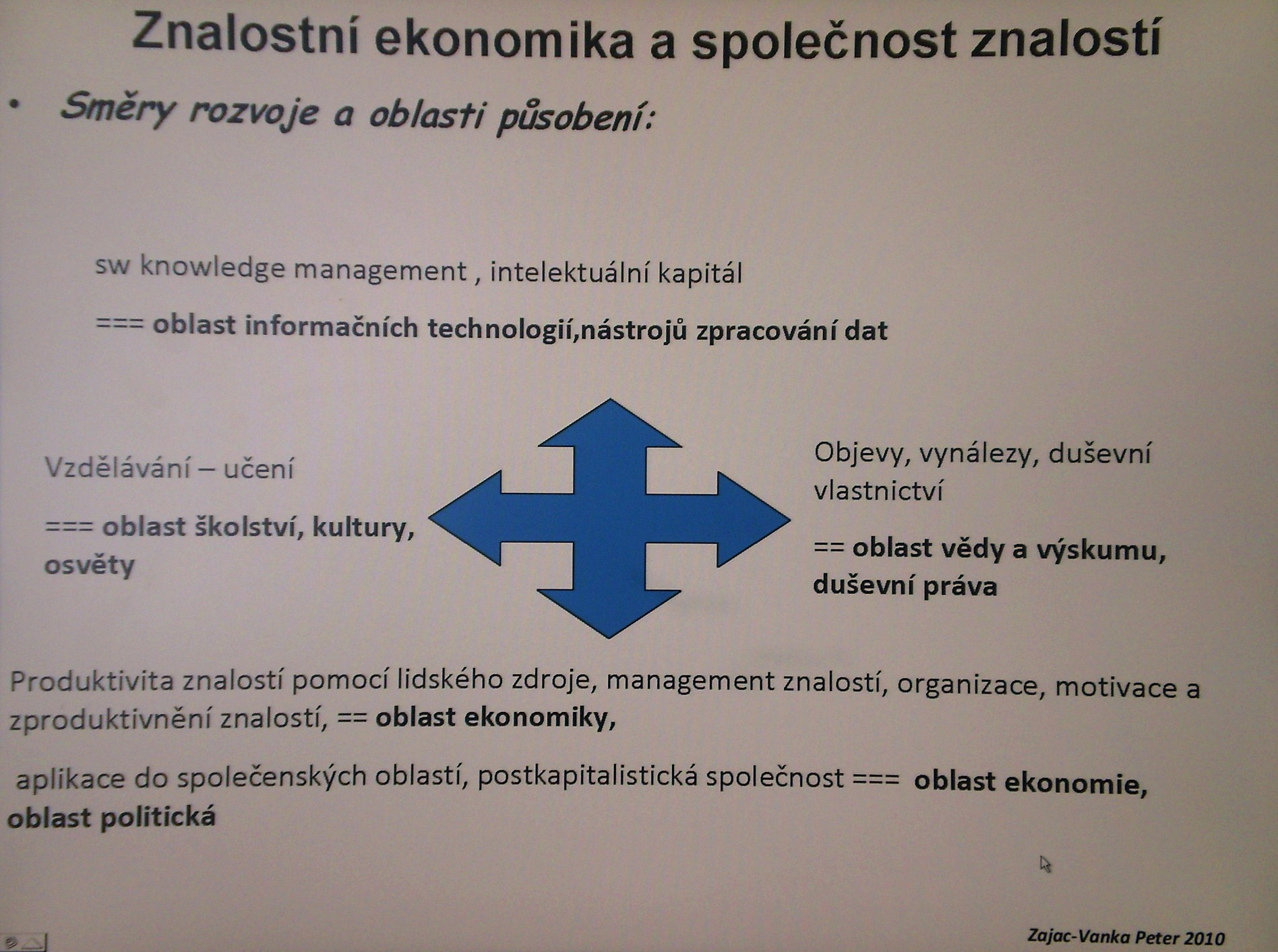
Znalostní ekonomika a společnost - směry rozvoje.JPG

V oblasti informačních technologií se ponechal anglický název knowledge management pro sběr, ukládání, distribuci a implementaci znalostí v datových souborech, používá se pojem knowledge management na různé uspořádání software produktů, datových skladů, firmy si vytvářejí svůj intelektuální kapitál.
V oblasti všeobecného řízení organizace se ujal pojem znalostní management jako soubor opatření a nástrojů pro management a organizační řízení podniku. Představiteli tohoto směru v ČR jsou prof.Jan Truneček z VŠE Praha, Doc. Ing.Vladimír Bureš, Ph.D. z FIM University H.Králové a Doc. Ing. Ludmila Mládková, Ph.D., jejichž díla jsou uvedena v literatuře.
V oblasti ekonomie a produktivity definoval pojem management znalostí P.F.Drucker v díle Věk diskontinuity v části Ekonomika znalostí jako řízení pracovníků disponujících znalostmi, přičemž tenhle úkol definoval jako zásadní důležitost pro výkonnost a úspěšnost rodící se společnosti znalostí.
"Na management znalostí můžeme hledět přinejmenším z dvou úhlů pohledu:
První ho zdůrazňuje jako záměrně organizovaný manažerský systém umožňující řídit a využívat systém faktů, hypotéz, principů, zákonů, teorií a informací a vůbec všech produktů poznání tak, jak jej prezentuje soudobá společnost.
Druhý úhel pohledu vnímá management znalostí jako procesní děj produkce nových znalostí, ve kterém se řeší problémy, objevují zákonitosti, produkují se objektivní intelektuální novinky a inovace. Znalostní management neboli management znalostí je tedy procesem poznávání a přetváření znalostí.".

## Význam
Zajišťování produktivity znalostí jako funkce managementu. Nemůže ji vykonávat vláda. Ale nemohou se jí zhostit ani tržní síly. Zajištění produktivity znalostí vyžaduje systematickou, organizovanou aplikaci znalostí na procesy probíhající ve firmě. Tím se zabývá management znalostí. Pojmy jako centralizace, decentralizace, diverzita nejsou pojmy ekonomickými. Jsou to pojmy manažmentu.

## Pravidla pro management znalostí
- Znalosti musí mířit vysoko, aby přinášely výsledky. Znalosti jsou produktivní pouze tehdy, jestliže jsou aplikovány tak, aby přinášely něco nového a významného.
- Zajistit produktivitu znalostí vyžaduje, aby znalosti byly jasně zaměřeny. Musí být vysoce koncentrované. Úsilí o produktivní využití znalostí musí být cílevědomé a organizované, ať už je vynakládá jednotlivec nebo tým. Nejde o "záblesk génia", ale o práci.
- Manažer v organizaci řídí znalosti jako ekonomický zdroj obdobně jako řídí jiné zdroje, tzn. plánuje je, obstarává je, nebo se podílí na jejich tvorbě, eviduje je, organizuje jejich využívání v procesu výroby nebo v provozu, kontroluje jejich aplikace a využití, hodnotí je a rozhoduje o jejich použití jako živých vitálních znalostí.
- Manažer znalostí (Chief Knowledge Officer, CKO) obdobně jako CEO plánuje strategii využívání znalostí a hodnotí jejich přínos. V případě kvalifikované i obslužné práce rozhoduje, jak by práce měla být organizována. Jaký druh týmu je vhodný pro tento druh práce a její postup. Je to práce v týmech a v organizaci.
- Systematické využívání příležitosti ke změnám. S těmito příležitostmi je třeba spojit schopnosti a přednosti kvalifikovaných specialistů a jejich týmů.
- Investování času jako zdroje pro dosažení produktivity znalostí. Vyžaduje však neustálý krátkodobý tok výsledků.

## Produkce znalostí
Existují tři základní způsoby produkce nových znalostí:
1. Zdokonalování stávajících znalostí a postupů, neustále vylepšování, produkování z "dobrých" na "lepší" (opravdový význam pro KAIZEN),
2. Zužitkování jako nepřetržité využívání stávajících znalostí v nových a nových oblastech, k vyvíjení nových a odlišných produktů, služeb a postupů, exploatace znalostí v jiném oboru a pro jiné zákaznické segmenty.
3. "Inovování", tedy Inovace založené na nových znalostech jako dosahování skutečně zásadních a převratných novinek, směrujících novými a jinými směry než doposud.

Zásadou je, že všechny tři způsoby je nutno rozvíjet společně.